# Treinramp bij Amagasaki

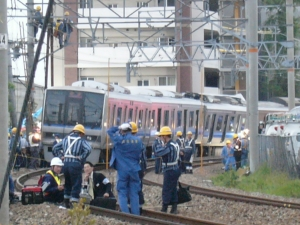
De verongelukte trein na de ontsporing

De treinramp bij Amagasaki (JR福知山脱線事故, JR Fukuchiyama-sen dassen jiko) was een zwaar treinongeluk dat plaats vond op 25 april 2005 omstreeks 09:19, nabij het station van Amagasaki in de Japanse prefectuur Hyōgo. Het ongeluk vond plaats toen een serie 207 treinstel bestaande uit zeven wagons van de West Japan Railway Company (JR West) ontspoorde vlak voor het station van Amagasaki op de Fukuchiyama-lijn. Op het traject waar het ongeluk gebeurde, werd gebruik gemaakt van een ouder automatisch remsysteem. Het systeem brengt treinen tot stilstand als er zich problemen lijken voor te doen, zonder dat de machinist er hoeft tussen te komen. Ten tijde van het ongeluk waren er ongeveer 700 mensen aan boord van de trein. In totaal kwamen 106 van de passagiers evenals de machinist om het leven, en raakten er 562 gewond.